# Тодорово (Грчка)
Тодорово (грч. Θεοδώρειο, Теодорио) је насељено место у општини Синтика у периферији Средишња Македонија, Грчка. Према попису из 2021. године било је 62 становника.
Према бугарском географу и историчару, Василу Канчову, у Тодорову је 1900. године живело 260 Словена хришћана. Године 1924. због притиска и малтретирања грчке власти скоро целокупно становништво је приудно исељено у Бугарску а на њихово место је насељено 39 грчких избегличких породица, укупно 155 особа. На попису из 1928. године Тодорово је имало 165 становника.